# Urša Lah
Urša Lah, slovenska zborovodkinja, *6. april 1969, Ljubljana.
Urša Lah je študirala glasbeno pedagogiko na Akademiji za glasbo v Ljubljani. Kot pevka je sodelovala v nekaterih najboljših slovenskih vokalnih sestavih in bila v letih 1992−1996 članica Slovenskega komornega zbora. Zborovodsko znanje je dopolnjevala kot udeleženka izobraževalnih seminarjev v organizaciji zborovskih združenj IFCM in Europa Cantat.
Njeni dosedanji uspehi so v veliki meri povezani z umetniškim vodenjem Mešanega mladinskega pevskega zbora Veter, s katerim je prejela številne zlate plakete in prva mesta na tekmovanjih v slovenskem (Zagorje, Celje) in širšem evropskem prostoru (Neerpelt, Belgija; Cork, Irska; Budimpešta, Madžarska; Lindenholzhausen, Nemčija; Preveza, Grčija). Leta 1999 je v nemškem mestu Pohlheim prejela nagrado za posebne dirigentske dosežke, istega leta ji je Rotary klub Ljubljana podelil naziv »Učitelj-mentor leta«. Na mednarodnem tekmovanju v grški Prevezi je leta 2004 prejela nagrado za najboljšega dirigenta tekmovanja. Zveza kulturnih društev Ljubljana ji je v letu 2002 podelila srebrno priznanje za ustvarjalno umetniško vodenje MeMPZ Veter.
Urša Lah je bila od 1998 do 2002 tudi dirigentka Komornega zbora RTV Slovenija. Z njim je krstno izvedla nekatere skladbe sodobnih slovenskih skladateljev, obogatila radijski arhiv s posnetki del slovenskih in tujih ustvarjalcev 20. stoletja in pripravila številne vokalno-instrumentalne projekte.
Dejavna je tudi kot predavateljica na seminarjih za izobraževanje zborovodij in članica strokovnih žirij slovenskih zborovskih tekmovanj. 
V sezoni 2002/2003 je prevzela umetniško vodstvo APZ Tone Tomšič ŠOU v Ljubljani, s katerim je leta 2003 osvojila zlato plaketo in prvo mesto na mednarodnem pevskem festivalu v kraju Tampere na Finskem. Leta 2004 je na mednarodnem tekmovanju v španskem kraju Cantonigros osvojila dve prvi mesti, in sicer v kategorijah mešanih in ženskih zborov. Zlato pot je nadaljevala tudi v letu 2005, saj je na državnem tekmovanju »Naša pesem« v Mariboru osvojila prvo mesto in prejela zlato plaketo. Svoj evropski sloves pa je potrdila s prvim mestom in prvo nagrado v kategoriji Tematski programi na mednarodnem tekmovanju C. A. Seghizzi v Gorici ter z uvrstitvijo v finale tekmovanja EBU »Let the Peoples Sing« 2005, ki je potekalo v Kölnu. Leta 2007 se je z Akademskim pevskim zborom Tone Tomšič zmago na tekmovanju v Varni, Bolgarija uvrstila na tekmovanje za Veliko nagrado Evrope za zborovsko petje. Marca 2008 pa je v Madžarskem Debrecenu osvojila Veliko nagrado Evrope za zborovsko petje. 